# Nguyên Vũ Special
Nguyên Vũ Special là bộ album ca nhạc tuyển tập của nam ca sĩ Việt Nam Nguyên Vũ, ra mắt vào ngày 8 tháng 4 năm 2011.

## Sản xuất
Nguyên Vũ Special bao gồm 2 đĩa CD và 1 đĩa DVD, mỗi đĩa có 10 ca khúc. Hai CD lần lượt có tên gọi và chủ đề là Ballad và Dance.
Hai CD Ballad và Dance là những ca khúc nổi bật của Nguyên Vũ từ khi bắt đầu sự nghiệp, trong đó Dance là các bản remix. DVD bao gồm 10 MV các ca khúc mới, trong đó 7 MV được ghi hình tại Nhật Bản và 3 MV được ghi hình tại Vũng Tàu, Nha Trang và Thành phố Hồ Chí Minh.
Phần tên "Nguyên Vũ" trên bìa album được đính bằng 800 viên pha lê, mỗi album còn được đính kèm 1 viên ruby trị giá 900.000 đồng vào thời điểm đó. Tuy nhiên, album chỉ bán với giá 500.000 đồng.

## Đón nhận

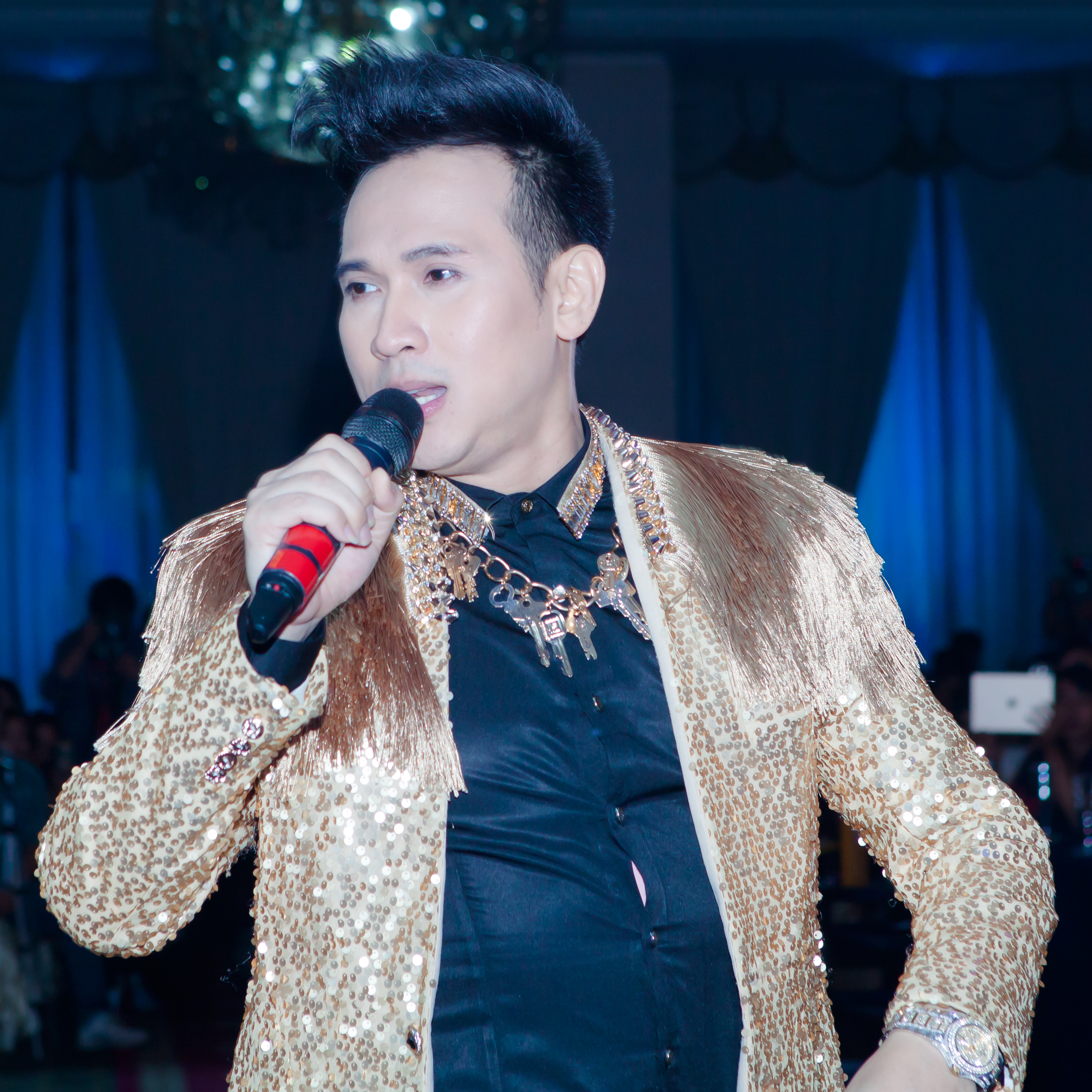
Nguyên Vũ

Trong liveshow cuối cùng của Album vàng 2010, Nguyên Vũ Special giành được giải thưởng cao nhất là Album nghệ thuật xuất sắc của tháng. Mặc dù vậy, chất lượng của Nguyên Vũ Special chỉ được đánh giá mức trung bình. Và bất ngờ hơn nữa khi album này cũng giúp anh giành luôn "Album nghệ thuật xuất sắc" năm dù chất lượng không được đánh giá ngang với hai album đồng hạng là Li ti của Tùng Dương hay Những bài ca không quên của Đàm Vĩnh Hưng.
Báo VNMedia nhận xét rằng dường như sự đầu tư của Nguyên Vũ như chỉ dừng lại ở hình thức và giá trị bên ngoài bìa, còn nội dung lại hết sức bình thường.
| Năm  | Giải thưởng     | Đề cử                             | Kết quả   | Chú thích |
| ---- | --------------- | --------------------------------- | --------- | --------- |
| 2011 | Album vàng 2010 | Album nghệ thuật xuất sắc tháng 5 | Đoạt giải | [ 8 ]     |
| 2011 | Album vàng 2010 | Album nghệ thuật xuất sắc năm     | Đoạt giải | [ 9 ]     |